# 논스톱 4
《논스톱 4》는 2003년 9월 15일부터 2004년 9월 24일까지 방송되었던 시트콤이다.

## 줄거리
30년 전통의 문화대학교 '논스톱 밴드'가 시대의 변화에 따라 학생들의 외면으로 해산할 위기에 처한다. 이 난관을 극복하기 위해 새 멤버를 모집하지만 결국은 음악에 대한 관심도, 재능도 없는 아이들이 무작정 모여 엉망진창인 밴드를 구성하게 된다. 무엇 하나 제대로 하지 못하는 밴드의 아이들이 실제 그룹 사운드로 성장해 나가는 과정에서 벌어지는 좌충우돌식 에피소드를 그렸다.

## 등장 인물

### 논밴 멤버
- 윤종신 (실용음악과 교수 겸 그룹의 지도교수)

속이 좁아 잘 삐치고 화도 잘 내지만 주변에서 띄워주면 금방 풀린다. 결혼을 갈망하고 있는 노총각 교수이며 밴드부 멤버들에게는 큰형이나 선배와 같은 존재다.
- 봉태규 (3학년[1], 상경대)

몽과 단짝 친구. 사건사고에 있어서 절대 빠지지 않고, 남을 골탕먹이는 일을 즐기지만 역시 빈틈이 많고 덜렁대는 성격으로 손해보는 일이 더 많은 말썽꾸러기다.
<참고> 133회 '봉 떠나다' 편(2004년 4월 7일)을 마지막으로 하차함. 봉태규는 1회에서~133회까지 논스톱4하차
- 신동현 (3학년, 상경대)

논스톱 밴드의 트러블 메이커로 밴드에서 일어나는 사고의 주범이다. 가정형편이 매우 어려워 늘 궁핍한 생활에 시달리지만 언제나 웃음을 잃지 않는 낙천적인 성격. 천성적으로 마음이 여리고 착해 사고를 치고도 늘 자신이 당하기 일쑤다.
- 박충재 (3학년, 체육대)

터프하고 단순 과격한 성격으로 나서기를 좋아하고 개인보다는 단체를 우선으로 하는 사고방식의 소유자다. 의외로 여리고 감수성이 풍부한 면이 있지만 자신의 남성다움을 해칠까봐 내색하지 않는다.
<참고> 90회 '작별' 편(2004년 2월 2일)을 마지막으로 하차. 그러다가 139회 '돌아온 전진' 편(2004년 4월 16일)에서 깜짝출연을 통해 또 한번 모습을 드러냄.
- 이선호 (3학년, 법과대, 고시생)

미래에 대한 철저한 준비를 위해 대학입학이래 계속 공부에만 매진하고 있는 고시생이며, 사람들에게 자신의 이름보다는 고시생이라 불린다. 너무 고지식하고 순진한 면 때문에 주위 사람들을 당혹스럽게 한다. 한예슬을 짝사랑한다.
- 오승은 (3학년, 사범대)

자신의 이름보다 오서방이라는 별명이 더 친숙하며 남자들보다 더 터프하고 털털하다. 욱하는 성격 탓에 자주 폭력을 행사하지만 누구보다 속정이 깊어 멤버들을 잘 감싸준다.
- 장근석 (2학년, 의과대)

개인적이고 유행에 민감한 전형적인 신세대이며, 바람둥이 성향이 다분해서 늘 여자들이 주변에 끊이질 않지만 정작 실속은 없다.
- 이윤지 (2학년, 공대)

밝고 명랑한 성격이나 융통성이 없는 편이어서 주변 사람들을 본의 아니게 괴롭히기도 한다. 호두를 손으로 깔 정도로 웬만한 남자들보다 힘이 센 괴력의 소유자이기도 하다.
- 예학영 (3학년, 인문대)

무표정하고 과묵한 의문의 인물로, 유일하게 음악에 대한 열정은 있으나 단지 열정으로만 그치는 스타일이다. 음악에 대해서는 아무것도 모른다. 중요한 말을 하려고 할 때 항상 전화를 받고 나간다.
<참고> 59회 '사랑해서 슬픈 날'(2003년 12월 17일)을 마지막으로 하차함. 다른 멤버 하차할 때와 달리 논밴을 떠나는 이유가 안 나오고 살며시 사라지면서 중도 하차함.
- 한예슬 (3학년, 인문대)

솔직한 성격과 직설적인 말투 때문에 남에게 상처를 주기도 하지만 알고 보면 마음도 여리고 실수도 많은 귀엽고 사랑스러운 성격의 소유자다.
<참고> 33회 '떴다 그녀'(2003년 11월 6일) 편으로 합류함.
- 현빈 (3학년, 체육대)

만능스포츠 맨으로 태권도가 특기이며, 진지한 성격에다 바른 생활 사나이로 논밴의 사건을 수습하는 역할을 한다. 전진에 뒤를 이어 논밴의 리더이다.
<참고> 29회 '나에게 넌', 69회 '아름다운 청년 몽', 71회 '오서방을 부탁해', 76회 '너에게로 가는 길' 등의 에피소드에서 전진 친구로 나오다가 98회 '적과의 동침'(2004년 2월 12일) 편으로 본격 합류함.
- 이영은 (3학년, 생활과학대)

논밴의 새로운 사고뭉치. 남들의 이목은 신경쓰지 않고 자기가 원하는 대로 밀어붙이는 스타일이며, 어리버리하고 철두철미 하지 못해서 벌이는 일마다 늘 실패로 돌아간다.
<참고> 109회 '사랑도 계약이 되나요?'(2004년 2월 27일) 편으로 합류함.

### 그 외
- 김재승 : 사이코 매점남(131회).
- 양재희 : 여러 캐릭터로 나오다가 예슬의 친구로 나옴(60회). 부잣집 딸로, 자기가 엄청 예쁘고 잘났다 생각하는 여자
- 차중철 : 집안끼리 정해논 영은의 정혼자
- 김완기 : 몽의 강원도 고향 친구[3]
- 김형자 : 승은의 철없는 엄마
- 전성애 : 몽의 하숙집 아줌마
- 최지연 : 최지연 역
- 한혜진
- 한지혜
- 이현우
- 허이재

### 특별 출연
(* 아래 내용은 '논스톱4' 공식 홈페이지 미리보기와 방송자막으로 '특별 출연'이라 표기된 출연진을 기준으로 함.)
- 이지현 : 제3회(2003.09.17)_중고시장에서 근석의 카메라를 사겠다고 나온 여자.
- 서브웨이 : 제4회(2003.09.18)_오서방에게 보컬해 볼 생각 없냐고 찾아온 그룹.
- 은지원 : 제7회(2003.09.23)_승은에게 반한 해맑은 청년 지원.
- 김경호 : 제15회(2003.10.06)_윤교수의 지인?
- 찰리 박

제16회(2003.10.08)
제33회(2003.11.06)_문화대학교 기숙사 경비원.
- 서경석 : 제17회(2003.10.09)_청년실업가? 청년실업자?
- 윤은혜 : 제19회(2003.10.13)_단역배우.
- 하하 : 제19회(2003.10.13)_윤은혜가 아는 척 하는 연예인으로 깜짝 출연.
- 조여정 : 제23회(2003.10.20)_가을에 찾아온 봉의 사랑.
- 슈가 : 제24회(2003.10.21)_여자중창단 동아리.
- 이수영 : 제27회(2003.10.27)_강원도에서 온 매점직원. 밴드원들에게 까칠하게 굴다가 몽을 도와주고 몽과 잠시 썸관계를 갖다가 떠남. 떠나면서 친구들과 사이좋게 지내라는 편지를 남김.
- 그룹 S(강타, 신혜성, 이지훈) : 제31회(2003.11.04)_꽃미남 클럽 F4.
- 한보람 : 제43회(2003.11.20)_예슬의 고교 때부터 라이벌. 논밴 객원보컬.
- 이기찬 : 제46회(2003.11.26)_꽃과 대화하는 낭만 음악가 기찬과 예슬이의 아련한 러브스토리.
- 박예진 : 제47회(2003.11.27)_근석의 고등학교 시절 교생선생님.
- 정준하 : 제56회(2003.12.12)_준하에게 꼼짝 못하는 봉에게 그동안 당한 만큼 준하를 이용해서 갚아주겠다는 예슬의 소개팅남이자 태규의 군대선임.
- 황보 : 제57회(2003.12.15)_백조생활로 단련된 황보는 몽과 함께 논밴드애들에게 빌붙기.
- 김현철 : 제61회(2003.12.19)_근석의 여자친구 아버지로 깜짝 출연.
- 서민정 : 제66회(2003.12.29)_봉의 초등학교 동창.
- 채소연 : 제68회(2003.12.31)_2003년을 보내는 윤교수, 몽, 봉에게 온 행운으로 부킹녀.
- 박신혜 : 제73회(2004.01.07)_몽의 과외학생. "난 선생이고 걘 학생이야~!"
- 김정화 : 제78회(2004.01.14)_그녀를 모르면 간첩이라는 패스트푸드점의 얼짱.
- 박은혜 : 제85회(2004.01.23)_근석이한테서 절대 안 떨어져 나가는 은혜.
- 양혜승 : 제97회(2004.02.11)_종신을 짝사랑하는 매점언니.
- 서연 : 제99회(2004.02.13)_앤디의 여동생. 근석이 첫눈에 반함.
- 임호 : 제102회(2004.02.18)_몽, 근석이 자주 찾는 카페 사장. 윤지에게 첫눈에 반함.
- 김미연 : 제108회(2004.02.26)_종신 앞에서 조신한 여자지만 근석이 앞에서 무서운 여깡패로 변하는 두 얼굴.
- 문천식 : 제112회(2004.03.03)_예슬이가 입원한 병실 맞은편 병실의 환자. 앤디가 본의아니게 간호하게 된다.
- 장나라 : 제113회(2004.03.04)_근석의 첫사랑.
- 샤인 : 제121회(2004.03.17)_밴드.
- 이지현 : 제122회(2004.03.19)_발리나이트에서 웨이터로 일하는 여자.
- 전인권 : 제130회(2004.04.01)_고시생 인권과 한 방을 쓰게 된 몽.
- 김연주 :제137회(2004.04.13)_근석의 여자친구.
- 강성훈 : 제155회(2004.05.11)_현빈의 친구. 예슬을 소개시켜달라 한다.
- F-iv(파이브) : 제158회(2004.05.14)_종신에게 지도교수를 맡아달라는 그룹.
- 데이라잇 : 제162회(2004.05.20)_논밴에 낙하산으로 들어온 멤버.
- 정윤호(동방신기) : 제167회(2004.05.27)_승은이 과외학생 유노.
- 박유천(동방신기) : 제168회(2004.05.28)_예슬을 모델로 그림그리는 미키.
- 정태우 : 제169회(2004.05.31)_세상에서 윤지가 제일 예쁜 줄 아는 태우.
- 조윤희 : 제171회(2004.06.02)_술이 조금이라도 들어가면 그 순간 모든 기억을 잃는 윤희.
- 김영아 : 제175회(2004.06.08)_윤교수가 나이를 속이고 윤지의 친구 영아와 사귀게 된다.
- 김효진, 하하 : 제177회(2004.06.10)_불새소동. 미란과 에뤽.
- 이윤석 : 제196회(2004.07.07)_근석이를 때리고 도망가는 남자.
- 김동완

제199회(2004.07.12)_현빈에게 복수하기 위해 온 동완. 돌려차기의 추억.
제200회(2004.07.13)_앤디의 절친 동완. 승은을 좋아하는 동완.
- 미나 : 제205회(2004.07.20)_수영강사.
- 김민선 : 제207회(2004.07.22)_세은의 언니.
- 이세은 : 제207회(2004.07.22)_근석의 친구.
- 송은이 : 제213회(2004.08.04)_몽의 정혼녀.
- 정선희 : 제219회(2004.08.12)_종신의 새로 온 조교. 파리의 연인.
- 정주희 : 제229회(2004.08.30)_승은의 친구. 현빈과 소개팅하는 여자.
- 권진영 : 제234회(2004.09.06)_시골에서 올라온 몽이 여동생 몽자.

### 단역으로 출연한 배우들
- 이수완 : 전진의 친구, 재희의 남자친구 등 여러 캐릭터로 잠깐씩 나옴. (이외에도 여러 번 나옴)
- 김효서(안세미)
- 김영배
- 소이현
- 이장우

3회 "보컬을 사수하라"_근석의 친구.
33회 "떴다 그녀"_근석의 친구.
142회 "그녀만의 보디가드"_근석의 고등학교 때 친구. 윤지와 소개팅함.
194회 "내 속도 모르고 맘도 모르고"_현빈의 친구. 예슬과 소개팅함.
- 주호

5회 "마지막 수업"_학생
11회 "몽방표류기"_몽의 같은 과 학생. (이외에도 여러 번 나옴)
- 장남경 : 7회 "좋은 친구들"_버스 승객. (이외에도 여러 번 나옴)
- 차수연 : 7회 "좋은 친구들"_근석의 여자친구들 중 한명.
- 이천희 : 10회 "죽어도 좋아"_전진의 권투 라이벌.
- 조혜련 : 10회 "죽어도 좋아"_윤지와 권투시합하는 여자.
- 김빈우(김지영) : 13회 "웃고 있어도 눈물이 난다"_봉의 소개팅녀.
- 이은

22회 "봉·앤디의 3일간의 우정"_피자배달원. 전진한테 반함.
41회 "친구와 처남사이"_봉의 쌍둥이 동생.
- 이소연 : 28회 "달콤한 유혹"_봉의 여자친구.
- 이영아

30회 "몽 대 봉"_핸드폰을 잃어버린 여자.
186회 "사랑은 성적순이 아니잖아요"_영은의 친구.
- 오연서 : 33회 "떴다 그녀"_예슬의 친구.
- 강지환 : 40회 "꿩 대신 닭"_봉의 선배이자 예슬의 남자친구.
- 오수민 : 49회 "추억 속의 그대"_윤교수의 원수같은 친구.
- 장성운 : 54회 "사랑한다 말할까"_승은과 사귀는 남자.
- 이준기 : 55회 "고백 이후"_근석이 예슬에게 소개시켜준 남자.
- 임성언

58회 "사랑의 전령사"_몽이 짝사랑한 여자.
151회 '미안해요'_예슬의 후보로 앤디와 소개팅.
- 윤설희 : 60회 "그녀를 위한 거짓말"_예슬의 친구. 봉이 반하게 된다.
- 윤성훈 : 67회 "커플만들기"_예슬의 후보. 윤지를 소개시켜 주려 한다.
- 박준석 : 81회 "복수는 나의 힘"_봉의 고등학교 친구. 봉이 예슬에게 복수목적으로 소개시켜준다.
- 김미연 : 84회 "내 인생의 콩깍지"_클럽에서 섹시하게 춤추는 여자.
- 최하나 : 86회 "내 남자친구의 여자친구"_전진의 소꿉친구.
- 류현경 : 95회 "금지된 사랑"_몽의 지하방 주인집 딸로, 몽과의 운명적 사랑.
- 고준희 : 96회 "반지 원정대"_근석의 여자친구.
- 전재형 : 100회 '미워도 다시 한번'_몽의 고향친구.
- 에이치(H)(현승민) : 101회 '계약커플'_예슬이 만난 춤 잘 추는 멋진 남자.
- 정의철 : 101회 '계약커플'_예슬의 차에 치여 교통사고 날 뻔한 재벌2세.
- 이혜미 : 141회 '가난으로 맺어진 우정'_새로 들어온 논밴 멤버. 이름을 못 외운다.
- 여승혁 : 149회 '명배우, 몽과 앤디'_예슬에게 반한 남자.
- 안미나 : 156회 '근석의 라이벌은 누구?'_근석이 쫓아다니는 여자.
- 김지혜 : 158회 '앤디의 첫키스'_앤디를 쫓아다니는 여자.
- 김재인 : 164회 '미운놈 여자친구 해주기'_현빈을 좋아하는 여자. 예슬이 현빈의 여자친구인 줄 알고 복수함.
- 윤정희 : 172회 "예슬이 길들이기"_윤교수가 첫눈에 반하는 여자.
- 박상철

178회 "앤디를 지켜주세요"_현빈의 선배이며 가수. '박상철과 여왕벌(예슬)'.
246회_"가만 안 두겠어" 분식집 주인
- 조계형 : 193회 "사랑보다 아름다운 우정"_도서관에서 윤지가 동전 빌려준 남자.
- 진서연 : 202회 "실연은 명곡을 남기고"_앤디와 소개팅하는 여자.
- 채영인 : 206회 "몽영은 사랑하게 해주세요"_현빈의 첫사랑.
- 김남길 : 206회 "몽영은 사랑하게 해주세요"_현빈의 가장 친한 친구.
- 장미인애 : 241회 "슬픈 연가"_앤디의 사촌동생. 현빈한테 소개해줌.
- 백봉기 : 태규의 친구로 몇차례 출연

## 기타

### 패러디

#### 영화&드라마
- 5회(마지막 수업) : 영화 '굿 윌 헌팅'에서 책상 위에 올라가는 부분
- 39회(스캔들) : 영화 '스캔들: 조선남녀상열지사'
- 42회(위험한 동거) : 영화 '코요테 어글리' 가운데 노래하는 장면
- 78회(그녀를 모르면 간첩) : 영화 '그녀를 모르면 간첩'
- 122회(발리나이트에서 생긴 일) : 드라마 '발리에서 생긴 일'
- 131회(꼬인다 꼬여) : 조성모 ‘To heaven’ 뮤직비디오에서 키스하는 부분
- 148회(현빈의 과거)
  - 오승은 : 영화 '조폭 마누라'
  - 이윤지 : 영화 '올드보이'
  - 이영은 : 영화 '말죽거리 잔혹사'
- 167회(동방신기 과외하기) : 영화 '동갑내기 과외하기'
- 171회(첫 키스만 세번 째) : 영화 '첫 키스만 50번째'
- 177회(불새소동) : 드라마 '불새'
- 180회(내 여자친구를 소개합니다) : 영화 '내 여자친구를 소개합니다'
- 219회(파리와 연인) : 드라마 '파리의 연인'
- 225회(내 여자친구의 약혼식) : 영화 '졸업' - 약혼식장에서 영은이 손잡고 도망치는 몽.

#### 뮤직비디오
- 80회(가난을 피하는 방법) : 비의 ’태양을 피하는 방법’ 패러디
- 125회(사부님께) : GOD ’어머님께’ 패러디
- 135회(그녀들의 전성시대) : 논스톱밴드 ’우리가 있잖아’
- 140회(몽을 믿지 마세요) : MC몽 ’180도’
- 104회(몽에겐 왜 이런 일만...) : 원타임 ’Hot 뜨거’ 패러디
- 144회(리더는 힘들어) : 논스톱밴드 ’우리가 있잖아’
- 146회(고기는.. 향기를 남기고) : 테이(Tei) ’사랑은 향기를 남기고‘ 패러디
- 161회(영은이는 몽이의 미래다) : MC몽 ’180도’
- 242회(그래도 여자니까) : MC몽&오승은 ’그래도 여자니까’[4]

### 논스톱밴드 뮤직비디오
- 154회(내 생애 최고의 축제) : 논스톱밴드 ’Sky High’
- 173회(남의 속도 모르고) : 한예슬 ’그댄 달라요’
- 188회(Who Are You) : 한예슬 ’그댄 달라요’
- 244회(그댄 먼곳에) : 논스톱밴드 ’Sky High’ - 앤디
- 248회(우리가 사랑한 논밴) : 논스톱밴드 ’Sky High’ - 논밴 OB 공연

## OST
| #            | 제목                                     | 작사         | 작곡           | 편곡         | 재생 시간 |
| ------------ | ---------------------------------------- | ------------ | -------------- | ------------ | --------- |
| 1.           | 〈Sky High〉 (에픽하이, Nonstop Band)    | 미쓰라 진    | 타블로         | DJ 투컷      | 4:01      |
| 2.           | 〈처음 보는 나〉 (봉태규)                | 윤종신       | 윤종신, 이근호 | 이준호       | 4:14      |
| 3.           | 〈논밴송〉 (Nonstop Band)                | 윤종신       | 윤종신, 이근호 | 박용준       | 3:16      |
| 4.           | 〈Dodo〉 (하루)                          | 윤종신       | 황성제         | 황성제       | 3:10      |
| 5.           | 〈너의 이름〉 (서엘[SEOEL])              | 윤종신       | 윤종신, 이근호 | 나원주       | 3:25      |
| 6.           | 〈그댄 달라요〉 (한예슬)                 | 윤종신       | 윤종신, 이근호 | 황성제       | 3:38      |
| 7.           | 〈Happy! Happy Birthday〉 (Nonstop Band) | 윤종신       | 윤종신, 이근호 | 박용준       | 3:52      |
| 8.           | 〈Let's Get Down〉 (장근석, 주석)        | 주석         | 주석           | 주석         | 3:02      |
| 9.           | 〈Happy Days〉 (이윤지)                  | 윤종신       | 윤종신, 이근호 | 박용준       | 4:48      |
| 10.          | 〈그녀〉 (윤화)                          | 윤종신       | 윤종신, 이근호 | 나원주       | 3:52      |
| 11.          | 〈고백을 앞두고〉 (윤종신)               | 윤종신       | 윤종신, 이근호 | 나원주       | 3:52      |
| 12.          | 〈우리가 있잖아〉 (Nonstop Band)         | 윤종신       | 윤종신, 이근호 | 박용준       | 3:59      |
| 총 재생 시간 | 총 재생 시간                             | 총 재생 시간 | 총 재생 시간   | 총 재생 시간 | 45:09     |

## 수상 경력
- 2004년 MBC 방송연예대상 코미디/시트콤 부문 최우수상 - 한예슬
- 2004년 MBC 방송연예대상 코미디/시트콤 부문 PD들이 뽑은 스타상 - MC몽
- 2004년 MBC 방송연예대상 탤런트 부문 특별상 - 현빈